# Strojevi
Stroj (ili uređaj) jest skup dijelova povezanih u jednu logičnu cjelinu s ciljem izvođenja određene operacije. Operacija je najniži segment obrade, dok je obrada jedan segment u tehnologiji.
Znanstvena definicija stroja je da je stroj svaka naprava koja prenosi ili pretvara energiju,ili naprava za povećanje vrijednosti sile, izmjenu pravca djelovanja sile ili povećanja brzine kojom se obavlja neki rad.U svakodnevnom životu značenje se ustalilo za naprave, koje imaju najmanje jedan pomični dio,a koje pomažu ili izvode neki rad. Strojevi s jedne strane zahtijevaju jedan vid ulazne energije, da bi na izlazu dali neki drugi vid energije, najčešće u obliku mehaničkog rada. Naprave bez pokretnih dijelova se nazivaju alatima,a ne strojevima. Ljudi su upotrebljavali razne strojeve još prije nego što su znali pisati. One su im pomagale u svakodnevnom životu smanjujući količinu sile potrebne da obavi neki rad. 

## Podjela
Strojevi se općenito mogu podijeliti na osnovne ili jednostavne strojeve i na složene ili kompleksne strojeve.

### Jednostavni strojevi
Jednostavni strojevi su u stvari razni alati ili naprave koje su povećavale omjer uložene i dobivene sile. Oni su omogućili čovjeku da obavi radove koji su zahtijevali snagu koja je bila veća od njegove, tj. omogućili su iskorištavanje snage vjetra, snage vode, i snage gorivih tvari. Bez njih bio je nezamisliv napredak, a čovjek bi još uvijek bio na primitivnom stupnju razvoja. Jednostavni strojevi su:
- poluga
- kotač i osovina
- koloturnik
- kosina
- klin
- vijak.

### Kompleksni strojevi
Kompleksni stroj se može definirati kao spoj dva ili više jednostavna stroja. Dok je jednostavni stroj omogućio da obavi više raznih radnji, kompleksni strojevi su napravljeni sa zadaćom da obavljaju točno određene poslove.
Jedan od prvih strojnih mehanizama je sustav dva zupčanika različitih veličina koji se nalaze u zahvatu. Okretanje jednog uzrokuje okretanje drugog zupčanika, ali različitom brzinom i različitom snagom. Umetanjem lanca između dva zupčanika dobije se još malo složeniji mehanizam. Princip rada dva zupčanika i lančanog prijenosa je isti, samo što se lančanim prijenosom povećava razdaljina osovina na kojima se prenosi sila. Kako su zupčanici ili lančanici različite veličine i različitog broja zubaca, tako su različite i njihove brzine okretanja. Manji zupčanik ili lančanik će se okrenuti cijeli krug, a veći samo dio. Sila na osovini manjeg zupčanika (lančanika) će biti manja od sile na većem, i to razmjerno omjeru promjene brzine vrtnje. Dodavanjem zupčaste letve zupčanicima, pretvara se kružno gibanje osovine u pravocrtno. Korištenjem zupčanika s kosim ozubljenjem može se pravocrtno gibanje usmjeravati po kutovima. Ovaj princip se upotrebljava kod izrade satova, vanbrodskih motora, kod željeznica,...

## Razvoj
U svojoj povijesti ljudi su počeli koristiti osnovne strojeve vrlo rano, što im je omogućilo da obave rad za koji je trebala snaga veća od snage ljudskih mišića. Daljnji razvoj strojeva bio je uvjetovan potrebom za još većom snagom, ili potrebom da se određena snaga primjenjuje duže vremena. Da bi se to omogućilo, upotrebljeni su tada dostupni i poznati izvori energije. To je bila energija prirodnih sila, tj. energija vjetra i vode. Primjena vjetrenjača za natapanje i druge namjene i vodenih mlinova na rijekama, dodatno je pospješila razvoj i olakšala život. U sedamnaestom stoljeću započinje se s primjenom pretvaranja energije iz ugljena i drva u rad uz pomoć parnih strojeva. Nastavak je bila izrada motora s unutarnjim izgaranjem, elektromotora,...
Danas se sa strojevima susrećemo svuda oko nas i bilo bi vrlo teško, ako ne i nemoguće zamisliti život bez njih.

## Vanjske poveznice
- Stroj Hrvatska tehnička enciklopedija, portal hrvatske tehničke baštine. LZMK